# Collegium Pazmanianum

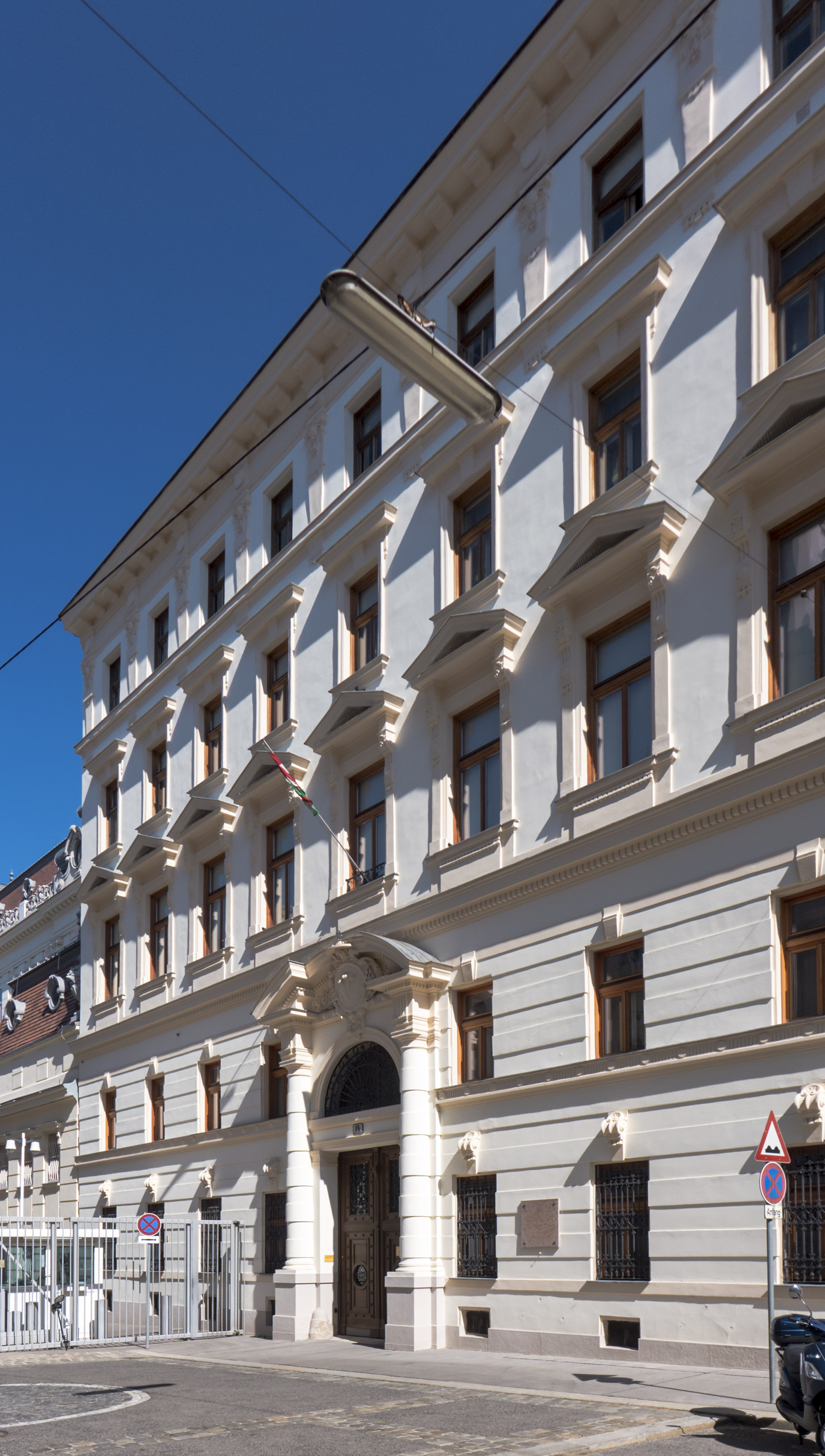
Collegium Pazmanianum in der Boltzmanngasse 14

Das Collegium Pazmanianum, kurz Pazmaneum, ist ein Seminar, Studien- und Gästehaus des Erzbistums Esztergom-Budapest im Wiener Bezirk Alsergrund, Boltzmanngasse 14. Es ist benannt nach Péter Pázmány S.J., Erzbischof von Gran, der es 1623 gründete und dotierte. Erzbischof Péter Erdő bezeichnete es 2003 als „die Wiener Botschaft der Erzdiözese Esztergom-Budapest und der ungarischen Kirche“.

## Geschichte

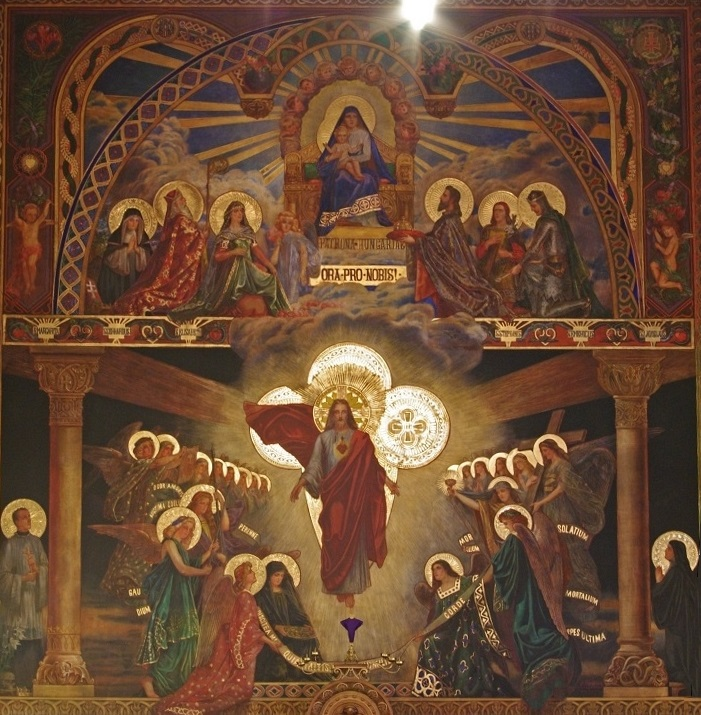
Kapelle des Pazmaneums, Altarwandfresko: Herz Jesu, Patrona Hungariae, ungarische Heilige

Das ungarische Seminar in Wien gründete Péter Pázmány im Zuge seiner Bemühungen um Erneuerung des katholischen Lebens im ungarischen Teil des Habsburgerreichs vor dem Hintergrund der Gegenreformation und der Türkenkriege. Bereits 1618 kaufte er zu diesem Zweck das Palais Kollonitsch in der Annagasse. Aber erst nach der ersten Phase des Dreißigjährigen Kriegs (Frieden von Nikolsburg) kam es 1623/1624 zur Eröffnung der Einrichtung unter jesuitischer Leitung mit zunächst 16 Seminaristen. Schon kurz darauf erwies sich das Haus als zu klein und wurde gegen ein Gebäude am Fleischmarkt getauscht. Der Umzug erfolgte 1625. Nach dem Westfälischen Frieden wurde das bereits früher erworbene Nachbarhaus Schönlaterngasse 15 mit dem alten Haus zum neuen Seminargebäude vereinigt und 1670 in Besitz genommen.
In der zweiten Hälfte des 18. Jahrhunderts war das Pazmaneum mitbetroffen von den Auseinandersetzungen um den Jesuitenorden und vom Josephinismus. Es wurde vorübergehend aufgehoben bzw. verlegt, bis Franz I. es 1804 an alter Stelle wiedereröffnete.
Das heutige Kollegiumsgebäude wurde, nach Ermächtigung durch Claudius Kardinal Vaszary (1832–1915), unter dem Rektorat Miklós Széchényis (1868–1923), des späteren Bischofs von Győr (Raab), in den Jahren 1899 bis 1900 für das Pazmaneum neu erbaut. Die Kosten wurden großteils mit Spenden aus Ungarn gedeckt. Der Architekt Győző Czigler (Viktor Czigler, 1850–1905), Professor an der Universität Budapest, entwarf eine Dreiflügelanlage mit Innenhof in neobarocken Formen. Besonders aufwendig wurde die Kapelle ausgestattet, die dem Heiligsten Herzen Jesu geweiht ist. Ihre Fassade an der Ostseite des Straßenflügels ist neuromanisch gestaltet. Am 25. August 1900 wurde am Bau der Schlussstein gelegt und das Haus von Károly Hornig (1840–1917), Bischof von Veszprém, gesegnet. Am 8. November 1900 wurde das Heim seiner Bestimmung übergeben.
In eine schwierige Lage geriet das Seminar mit dem Ende der Habsburgermonarchie 1918. Die ungarischen Seminaristen waren jetzt Ausländer.
Den Zweiten Weltkrieg und die Besatzungszeit überstand das Kollegiumsgebäude fast unbeschädigt. Als Reaktion auf die stalinistische Kirchenpolitik in Ungarn unterstellte der Heilige Stuhl das Pazmaneum 1953 dem Erzbischof von Wien. Der Priesterausbildung diente es noch bis 1963. Bis dahin waren insgesamt 9.000 Priesteramtskandidaten in der Einrichtung auf die Weihe vorbereitet worden.
Von 1971 bis 1975 verbrachte Kardinal József Mindszenty (1892–1975) seine letzten Lebens- und Exiljahre im Pazmaneum.
Seit dem 29. Dezember 2001 untersteht das Pazmaneum wieder der Jurisdiktion des Erzbischofs von Esztergom-Budapest. Es dient als Studien- und Gästehaus der theologischen Fortbildung und Begegnung.